# Mariella Mazzotti
Mariella Mazzotti (Montevideo, 1955) es una asistente social, funcionaria, docente e investigadora feminista uruguaya. Desde febrero de 2015 a febrero de 2020, fue directora del Instituto Nacional de las Mujeres del Ministerio de Desarrollo Social de Uruguay. En 2019, fue distinguida por la Red Global Apolitical como una de las 100 mujeres más influyentes en políticas de igualdad de género a nivel mundial.

## Trayectoria
Militante feminista desde la restauración democrática en Uruguay en 1985, es Asistente Social egresada de la Universidad de la República, con especialización en Psicología social y diplomada en políticas públicas sociales. También es egresada de la Maestría en Ciencia Política de la UDELAR. Desde 1986 a 1996 fue docente e investigadora en la Escuela Universitaria de Servicio Social y luego en la Facultad de Ciencias Sociales. Actualmente es docente del Diplomado de Género de FLACSO Uruguay.